# Lauren-Marie Taylor
Lauren-Marie Taylor (ur. 1 listopada 1962 w Nowym Jorku) – amerykańska aktorka filmowa i telewizyjna. Od 23 kwietnia 1983 roku jest żoną Johna Didrichsena, którego poznała na planie filmu Girls Nite Out; ma z nim trójkę dzieci – córki Olivię i Katherine oraz syna Wesleya. Lauren-Marie Taylor uczęszczała do tej samej szkoły, co aktorka Ally Sheedy. Prowadziła program Handmade by Design (1996).

## Filmografia
- 1980–1981: Ryan's Hope jako Eleanor Skofield
- 1981: Piątek, trzynastego II (Friday the 13th Part 2) jako Vicky
- 1981: Sąsiedzi (Neighbors) jako Elaine Keese
- 1983–1995: Loving jako Stacey Donovan Forbes Allen
- 1984: Girls Nite Out jako Sheila Robinson
- 2013: Crystal Lake Memories: The Complete History of Friday the 13th jako ona sama